# Горно-Ботево
Горно-Ботево (болг. Горно Ботево) — село в Болгарии. Находится в Старозагорской области, входит в общину Стара-Загора. Население составляет 921 человек.

## Политическая ситуация
В местном кметстве Горно-Ботево, в состав которого входит Горно-Ботево, должность кмета (старосты) исполняет Йовчо Димитров Йовчев (коалиция в составе 5 партий: Демократы за сильную Болгарию (ДСБ), Земледельческий народный союз (ЗНС), Демократическая партия (ДП), Союз свободной демократии (ССД), Союз демократических сил (СДС)) по результатам выборов.
Кмет (мэр) общины Стара-Загора — Светлин Танчев (Граждане за европейское развитие Болгарии (ГЕРБ)) по результатам выборов.